# Телериг (село)
Вижте пояснителната страница за други значения на Телериг.
Телериг е село в Североизточна България. То се намира в община Крушари, област Добрич.

## География
- Местоположението на село Телериг е в Североизточен регион на България
- Разстоянието на село Телериг до София е 375.284 км, от гр Добрич до Телериг е близо 40 км, а до гр. Варна близо 90 км
- Географската ширина на селището е 43.85N, а географската дължина – 27.667E.
- Надморското равнище е 100 – 199 m
- Селото се намира в Област Добрич, Община Крушари
- Площ: 38.186 км2 (НСИ)
- Население: 577 жители (към 01/01/2007 – НСИ)
- Пощенски код: 9420
- Телефонен код: 05772 от България, 003595772 от чужбина

## История
Село Телериг е кръстено на кан Телериг, владетел на България от 768 до 777 година.
Легендата разказва, че кан Телериг изпратил писмо до византийския император, в което пишел, че възнамерява да избяга при него, но поискал гаранции за себе си и имената на византийците, които биха могли да му помогнат. Константин V познавал ситуацията във военна България и приел, че Телериг е поредният български владетел, принуден да напусне престола. Затова изпратил на българския кан имената на своите шпиони. На Телериг не му оставало нищо друго освен да прочисти Плиска от византийските агенти.
Село Телериг има многовековна история, в него се заселват хора от Влашко, днешна Румъния и българи овчари от централните части на България, предимно от селата Жеравна, Медвен и Котел.

## Население
Преброяване на населението през 2011 г.
Численост и дял на етническите групи според преброяването на населението през 2011 г.:
|                     | Численост | Дял (в %) |
| Общо                | 496       | 100,00    |
| Българи             | 152       | 30,64     |
| Турци               | 307       | 61,89     |
| Цигани              | 0         | 0,00      |
| Други               | 0         | 0,00      |
| Не се самоопределят | 0         | 0,00      |
| Неотговорили        | 35        | 7,05      |

## Културни и природни забележителности
Селото разполага с чудесно, голямо читалище, училище и детска градина. Към читалището е сформирана група за автентичен фолклор, която през 2009 и 2010 открива фолклорния събор „Текето“ в с. Александрия. Групата има участия в различни събори в България- Ген. Тошево, Варна, Дебрене и др. Край селото са разкрити старинен скален манастир „Гяувлери“ и има много красиви природни местности. Природата е почти девствена, ливадите са изпълнени с мащерка, мента, лайка, глухарче, кантарион и много други. Извън чертите на селото в земеделски масив държавен поземлен фонд е открито римско село и през деветдесетте години на миналия век са правени разкопки от Добричкия исторически музей. В селото има поставена възпоменателна плоча с имената на загиналите в Отечествената война. Част от селото попада в НАТУРА 2000 „Суха река“.

## Личности
В село Телериг през 1913 г. е роден скулпторът Иван Димов (1913 – 2002), автор на много паметници в Добричка област.